# Richard Gant
Richard Edward Gant (São Francisco, 10 de março de 1944) é um ator e diretor americano. Com diversos trabalhos no cinema, ficou célebre por sua atuação no filme Rocky V, que lhe rendeu muitos elogios por parte dos críticos.

## Carreira
Outros papéis de Richard Gant no cinema incluem Jason Goes to Hell: The Final Friday (onde interpretou um legista possuído) e The Big Lebowski; ele também interpretou um tenente-policial em Bean, assim como um repórter na clássica adaptação cult de Divorcing Jack, um oficial naval em Godzilla e também um coronel aposentado em Daddy Day Camp. Ele já trabalhou em dois filmes com Eddie Murphy: The Nutty Professor II: The Klumps e em Norbit (onde interpretou um pastor).
Suas atuações na televisão incluem aparições em Miami Vice, Lois and Clark: The New Adventures of Superman, Smallville,
Babylon 5, L.A. Law, NYPD Blue, How I Met Your Mother e Charmed. 
Em 6 de fevereiro de 2007, Gant entrou para o elenco da série dramática General Hospital no papel do Dr. Russell Ford. Ele também integrou o elenco principal da série Men of a Certain Age.

## Outros trabalhos
Gant foi gerente de campanha das eleições federais no país da Nigéria. Ele foi honrado por suas realizações ao receber as chaves da cidade de Oakland, na Califórnia, pelo então prefeito Jerry Brown. Ele também é membro da Fraternidade Phi Beta Sigma.